# Вулфф, Алекс
Алекса́ндер Дрэйпер Вулфф (англ. Alexander Draper Wolff; род. 1 ноября 1997, Манхэттен, Нью-Йорк, США) — американский актёр, певец, музыкант и композитор.

## Биография
Родился 1 ноября 1997 года в Манхэттене, Нью-Йорк в семье актрисы Полли Дрейпер и джазового пианиста Майкла Вульффа. Его старший брат — актёр Нэт Вулфф. По отцовской линии Вулфф имеет русские, польские, немецкие и еврейские корни, а по материнской — английские, немецкие, шотландские, португальские, французские, нормандские и валлийские.
Его дедушкой и бабушкой со стороны отца были доктор Марвин Ли Вулфф и социальный работник Лиз Берта Силверман. Его дедушка по материнской линии — венчурный капиталист Уильям Генри Дрейпер-третий, а прадедушка — банкир и дипломат Уильям Генри Дрейпер-младший. Вулфф — племянник венчурного капиталиста Тима Дрейпера. Со стороны матери Вулфф также является потомком Фрэнсиса Кука (ок. 1583—1663), пассажира Мейфлауэра, и капитана Джозефа Уэлда (1599—1646). Помимо этого, Вулфф — родственник 68-го губернатора Массачусетса Уильяма Уэлда и актрисы Тьюсдей Уэлд.
Вулфф умеет играть на фортепиано, барабанах, гитаре и укулеле.

## Карьера
Вулфф начал свою актёрскую карьеру в 2005 году в возрасте шести лет, снявшись в фильме своей матери «Голые братья». В феврале 2007 года на Nickelodeon вышел одноимённый телесериал. Вся музыка к сериалу была написана Алексом и его старшим братом. В 2009 году сыграл эпизодическую роль в сериале «Детектив Монк». В 2011 году появился в небольшой роли в фильме «Нянь».
В 2012 году Вулфф дебютировал как режиссёр, сняв короткометражный фильм «The Empty Room», где также выступил в качестве актёра, продюсера и сценариста. В 2015 году он срежиссировал свой второй короткометражный фильм «Boots», взяв на себя роли актёра, продюсера, сценариста и композитора. Также в 2015 году исполнил главную роль Джейми Шварца в драматическом фильме «Проходя через рожь».
В апреле 2016 года получил роль в фильме режиссёра Питера Берга «День патриота», премьера которого состоялась 17 ноября 2016 года на кинофестивале AFI. В фильме Вулфф сыграл террориста Джохара Царнаева, одного из организаторов взрывов на Бостонском марафоне весной 2013 года.
В сентябре 2016 года стало известно, что Вулфф сыграет роль Спенсера Гилпина в фантастико-приключенческом фильме «Джуманджи: Зов джунглей». Выход картины в широкий прокат в России состоялся 21 декабря 2017 года.
В 2017 году снялся в биографической драме «Мой друг Дамер» об американском серийном убийце Джеффри Дамере. Вулфф играет мультипликатора Джона «Дерфа» Бэкдерфа, который был одноклассником и другом Дамера в школе Revere High School в конце 1970-х.
21 января 2018 года на кинофестивале «Сандэнс» состоялась премьера фильма ужасов Ари Астера «Реинкарнация», где Вулфф сыграл одну из главных ролей.
В 2019 году Вулфф дебютировал как режиссёр полнометражного фильма, сняв драму «Кошка и Луна», где также выступил в качестве актёра, композитора, исполнительного продюсера и сценариста. В феврале 2019 года стало известно, что Вулфф вернётся к своей роли в сиквеле «Джуманджи: Зов джунглей». В декабря 2020 года состоялась премьера фильма, который получил официальное название «Джуманджи: Новый уровень».
В 2021 году снялся в таких фильмах «Время» и «Свинья». В марте 2022 года стало известно, что Вулфф сыграет в предстоящем биографическом фильме режиссёра и сценариста Кристофера Нолана «Оппенгеймер». Премьера фильма состоялась 12 июля 2023 года в кинозале «Гран-Рекс» в Париже.
В январе 2023 года присоединился к актёрскому составу апокалиптического фильма ужасов «Тихое место: День первый». Премьера фильма состоялась 26 июня 2024 года на кинофестивале Трайбека, а два дня спустя фильм вышел в кинотеатрах США. Также в 2023 году Вулфф сыграл небольшую роль в фильме Зака Браффа «Хороший человек».
В 2025 году исполнил одну из главных ролей в комедии «Волшебная ферма» вместе с Хлоей Севиньи. В том же году появился в эпизоде семнадцатого сезона сериала «В Филадельфии всегда солнечно». Также в 2025 году стало известно, что Вулфф работает над своим вторым полнометражным фильмом как режиссёр — «If She Burns». В этом проекте он также сыграет одну из главных ролей вместе с Джастисом Смитом, Эйсой Баттерфилдом и Викторией Педретти, а также выступит в качестве сценариста, продюсера и композитора.

## Личная жизнь
C 2020 года состоит в отношениях с американской певицей Роззи Крейн.
В настоящее время проживает в Нью-Йорке.

## Фильмография

### Кино
| Год  |     | Русское название                | Оригинальное название              | Роль                                                          |
| ---- | --- | ------------------------------- | ---------------------------------- | ------------------------------------------------------------- |
| 2005 | ф   | Голые братья                    | The Naked Brothers Band: The Movie | Алекс                                                         |
| 2011 | ф   | Нянь                            | The Sitter                         | Клэйтон                                                       |
| 2012 | кор | —                               | The Empty Room                     | Аллен, продюсер, режиссёр, сценарист                          |
| 2013 | ф   | Всеобщее руководство птицелова  | A Birder's Guide to Everything     | Тимми Барски                                                  |
| 2013 | ф   | Опрометчивый                    | Hair Brained                       | Элай Петтифог                                                 |
| 2015 | ф   | Проходя через рожь              | Coming Through the Rye             | Джейми Шварц                                                  |
| 2015 | кор | —                               | Boots                              | Ноа, композитор, продюсер, режиссёр, сценарист                |
| 2016 | ф   | Моя большая греческая свадьба 2 | My Big Fat Greek Wedding 2         | Беннетт                                                       |
| 2016 | ф   | Противостояние                  | The Standoff                       | Зейн                                                          |
| 2016 | ф   | День патриота                   | Patriots Day                       | Джохар Царнаев                                                |
| 2017 | ф   | Чистокровные                    | Thoroughbreds                      | друг с вечеринки                                              |
| 2017 | ф   | Дом завтрашнего дня             | The House of Tomorrow              | Джаред Уиткомб                                                |
| 2017 | ф   | Мой друг Дамер                  | My Friend Dahmer                   | Джон «Дерф» Бэкдерф                                           |
| 2017 | ф   | Джуманджи: Зов джунглей         | Jumanji: Welcome to the Jungle     | Спенсер Гилпин                                                |
| 2018 | ф   | Реинкарнация                    | Hereditary                         | Питер Грэм                                                    |
| 2018 | ф   | Чувак                           | Dude                               | Ноа                                                           |
| 2018 | ф   | Последний выходной Стеллы       | Stella's Last Weekend              | Оливер                                                        |
| 2019 | ф   | Кошка и Луна                    | The Cat and the Moon               | Ник, композитор, исполнительный продюсер, режиссёр, сценарист |
| 2019 | ф   | Замок в земле                   | Castle in the Ground               | Генри Файн                                                    |
| 2019 | ф   | Безупречный                     | Bad Education                      | Ник Флайшмен                                                  |
| 2019 | ф   | Человеческий капитал            | Human Capital                      | Иэн Уорфилд                                                   |
| 2019 | ф   | Джуманджи: Новый уровень        | Jumanji: The Next Level            | Спенсер Гилпин                                                |
| 2021 | ф   | Свинья                          | Pig                                | Амир                                                          |
| 2021 | ф   | Время                           | Old                                | Трент в возрасте 15 лет                                       |
| 2022 | ф   | Убийственный подкаст            | Susie Searches                     | Джесси                                                        |
| 2023 | ф   | Хороший человек                 | A Good Person                      | Марк                                                          |
| 2023 | ф   | Оппенгеймер                     | Oppenheimer                        | Луис Уолтер Альварес                                          |
| 2024 | ф   | Тихое место: День первый        | A Quiet Place: Day One             | Рубен                                                         |
| 2023 | ф   | Линия                           | The Line                           | Том Бэкстер                                                   |
| 2025 | ф   | Волшебная ферма                 | Magic Farm                         | Джефф                                                         |
|      | ф   | —                               | Untold                             | Руди Врба                                                     |
|      | ф   | —                               | If She Burns                       | Алессандро, режиссёр, продюсер, композитор, сценарист         |

### Телевидение
| Год       |    | Русское название              | Оригинальное название             | Роль                    |
| --------- | -- | ----------------------------- | --------------------------------- | ----------------------- |
| 2007—2009 | с  | Голые братья                  | The Naked Brothers Band           | Алекс, композитор       |
| 2009      | тф | Мистер - мама отряда          | Mr. Troop Mom                     | камео                   |
| 2009      | с  | Детектив Монк                 | Monk                              | Брайан Уиллис           |
| 2010      | с  | Пациенты                      | In Treatment                      | Макс Уэстон             |
| 2016      | с  | Развод                        | Divorce                           | Коул                    |
| 2017      | с  | Красные дубы                  | Red Oaks                          | директор                |
| 2017      | тф | —                             | Crash & Burn                      | Габриэл                 |
| 2020      | с  | Действие во имя дела          | Acting for a Cause                | Уоррен Штрауб/Алджернон |
| 2024      | с  | Счастливо, Марианна           | So Long, Marianne                 | Леонард Коэн            |
| 2025      | с  | В Филадельфии всегда солнечно | It's Always Sunny in Philadelphia | Саймон                  |

### Музыкальные видео
| Год  | Название                       | Ссылка | Артист           |
| ---- | ------------------------------ | ------ | ---------------- |
| 2007 | The Take Over, the Breaks Over |        | Fall Out Boy     |
| 2024 | Lithonia                       |        | Childish Gambino |

## Награды и номинации
Полный список наград и номинаций на IMDb.
| Год  | Награда                | Категория                                       | Работа       | Результат |
| ---- | ---------------------- | ----------------------------------------------- | ------------ | --------- |
| 2008 | Премия «Молодой актёр» | Лучший молодой актёрский ансамбль в телесериале | Голые братья | Номинация |
| 2019 | MTV Movie & TV Awards  | Лучший испуг                                    | Реинкарнация | Номинация |